# مناقضة
المناقضة لغة إبطال أحد القولين بالآخر، واصطلاحا هي منع مقدمة معينة من مقدمات الدليل، وشرط في المناقضة ألا تكون المقدمة من الأوليات ولا من المسلمات، ولم يجز منعها، وأما إذا كانت من التجريبيات والحدسيات والمتواترات فيجوز منعها، لأنه ليس بحجة على الغير.